# Лашковце
Лашковце (слч. Laškovce) насељено је мјесто са административним статусом сеоске општине (слч. obec) у округу Михаловце, у Кошичком крају, Словачка Република.

## Становништво
| Година:    | 1994. | 2004.    | 2014.    | 2024.    |
| ---------- | ----- | -------- | -------- | -------- |
| Број људи: | 422   | 530      | 667      | 766      |
| Разлика:   |       | +25,59 % | +25,84 % | +14,84 % |

| Година:    | 2023. | 2024.   |
| ---------- | ----- | ------- |
| Број људи: | 763   | 766     |
| Разлика:   |       | +0,39 % |

Према подацима о броју становника из 2011. године насеље је имало 631 становника.